# Kevin Richardson (Zoologe)
|  | Dieser Artikel wurde aufgrund von formalen oder inhaltlichen Mängeln in der Qualitätssicherung Biologie zur Verbesserung eingetragen. Dies geschieht, um die Qualität der Biologie-Artikel auf ein akzeptables Niveau zu bringen. Bitte hilf mit, diesen Artikel zu verbessern! Artikel, die nicht signifikant verbessert werden, können gegebenenfalls gelöscht werden. Lies dazu auch die näheren Informationen in den Mindestanforderungen an Biologie-Artikel. |

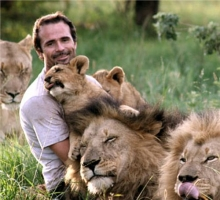
Kevin Richardson mit einigen Löwen

Kevin Richardson (* 8. Oktober 1974 in Johannesburg, Südafrika) ist ein Tierschützer und der Inhaber des Kingdom-of-the-White-Lion-Parks in der Gauteng-Provinz, Südafrika. Er spezialisierte sich auf Löwen und ihre Verhaltensweisen. Darüber hinaus arbeitet er mit anderen Tieren wie Geparden, Leoparden und Hyänen. Nach eigener Aussage gehört er als anerkanntes Mitglied einer Gruppe von Hyänen und einem Löwenrudel an. Bekannt als der „Löwenflüsterer“ arbeitet er als Autor und Filmproduzent.

## Kindheit und Jugend
Richardson wurde in der Nightingale Clinic in Johannesburg, Südafrika geboren. Er wuchs in Orange Grove, einem Vorort von Johannesburg auf. Seine ebenfalls in Südafrika geborene Mutter arbeitete bei der Barclays Bank. Ihre Eltern stammten aus England und emigrierten nach Südafrika. Sein Vater arbeitete für eine pharmazeutische Firma und kam aus Reading, Berkshire. Kevin, das jüngste von vier Kindern, liebt seit seiner Kindheit Tiere: im Alter von drei Jahren züchtete er Grillen und hatte eine Kröte namens „Paddajie“. Unter dem Spitznamen „The Bird Man of Orange Grove“ (deutsch etwa: ‚Der Vogelmann von Orange Grove‘) kümmerte er sich um verschiedene Tiere und verbrachte einen Großteil seiner Kindheit in seinem Garten. Als Richardson 13 Jahre alt war, starb sein Vater. Mit 16 Jahren traf Richardson Stan Schmidt und begann seine Karriere als Zoologe.

## Zoologische Karriere

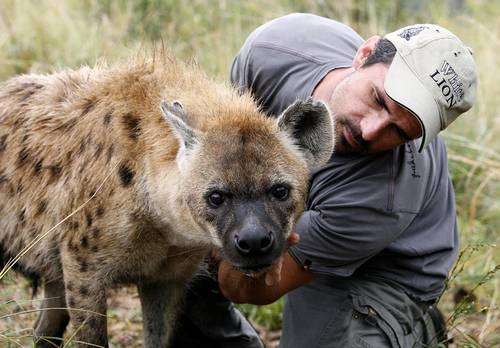
Kevin Richardson mit Hyäne

Nachdem er keinen Studienplatz für die Ausbildung als Veterinär bekommen hatte, wandte sich Richardson der Zoologie zu. Das entsprechende Studium brach er nach zwei Jahren ab, weil es auf die Meeresbiologie fokussiert war. Richardson belegte darauf Kurse in Physiologie und Anatomie am College, um eine Laufbahn als Physiotherapeut einzuschlagen. Dadurch lernte er im Alter von 23 Jahren Rodney Fuhr kennen, der den Lion Park im 35 km von Johannesburg entfernten Broederstroom besaß. Richardson verbrachte viel Zeit in dem 647 Hektar großen Park. Er lernte dort die sechs Monate alten Löwenbabys Tau und Napoleon kennen, mit denen er sich ein Jahr lang intensiv beschäftigte. Fuhr gab ihm eine Halbtagsstelle im Park an und schließlich eine volle Beschäftigung.
Heute gehört Kevin Richardson der 800 Hektar große Kingdom-of-the-White-Lion-Park, in dem er und sein Team sich um seltene weiße Löwen, Schabrackenhyänen, Tüpfelhyänen, schwarze Leoparden, Jaguare und viele Antilopenarten einschließlich Streifengnus, Giraffen, Impalas, Buntböcke und Nyalas kümmern. Richardson arbeitet mit seinen Löwen auch für kommerzielle Filmprojekte und Dokumentationen, um Mittel für den Park zu erwirtschaften. Der Park betreibt auch ein Programm für freiwillige Helfer.

## Arbeit mit Löwen
Richardson ist als Zoologe ein Autodidakt. Seine Kenntnisse rühren aus Beziehungen zu seinen Tieren. Er brach viele Regeln, die gemeinhin im Umgang mit Löwen und anderen Großkatzen gelten, wodurch er aus seiner Perspektive manche Mythen über das Training dieser Tiere entkräftete. So gibt es im Park Löwen, die eine Hyäne als Rudelmitglied ansehen, da sie mit ihr aufgewachsen sind. Die Bindungen zwischen ihm und den Tieren sollen so groß sein, dass er sich zwischen Löwen zum Schlafen legt, die Neugeborenen der Löwinnen betrachtet und mit einer von ihm aufgezogenen Löwin schwimmen gehen kann.
Richardson war bei seiner Arbeit mit Löwen auch Gefahren ausgesetzt. Ein vier Jahre altes Männchen hielt ihn am Boden und biss ihn, ließ dann los und ging weg. Seit dieser Begebenheit nutzte Kevin seine Instinkte, um sich von gefährlichen Situationen fernzuhalten. In einem anderen Zwischenfall warfen ihn zwei 180 kg schwere Löwen zu Boden und ein Weibchen sprang auf ihn. Richardson wurde des Öfteren gekratzt, allerdings geschieht dies unter Löwen oft und liegt in ihrer Natur – er wird als Rudelmitglied daher nicht anders behandelt als die anderen Löwen.

“Obviously one realizes the danger when working with animals of this caliber, I've weighed the pros and I've weighed the cons, and the pros far outweigh the cons.”

„Natürlich ist man sich der Gefahren bewusst, wenn man mit Tieren dieses Kalibers arbeitet; ich habe die Vorteile und die Nachteile abgewogen, und die Vorteile überwiegen die Nachteile bei weitem.“

## Mission
Weil die Löwenpopulation in 15 Jahren von 350.000 auf 25.000 Individuen gefallen sein soll, hofft Richardson, dass seine Filme das öffentliche Bewusstsein stärken und auf die Notwendigkeit des Schutzes afrikanischer Tiere aufmerksam machen. Löwenjagden in Südafrika sind laut der Professional Hunter Association mehr als 90 Millionen Dollar wert. Fast 17.000 Jäger (mehr als die Hälfte davon aus den USA) töteten über 46.000 Tiere von September 2006 bis September 2007. Die Regierung in Südafrika unterstützt solche Jagden aufgrund der Einnahmen in die Staatskassen. Kevin Richardson und das Kingdom of the White Lion hoffen, dass sie Menschen dazu bringen können, noch einmal über die Teilnahme an solchen Veranstaltungen nachzudenken.

## Arbeiten/Publikationen
| Titel                                                       | Dauer/Seiten              | Beinhaltet         | Produziert/Veröffentlicht                        |
| ----------------------------------------------------------- | ------------------------- | ------------------ | ------------------------------------------------ |
| Dangerous Companions                                        | 52 Minuten                | Löwen und Hyänen   | Unbekannt                                        |
| Growing Up Hyena                                            | Teil der Growing-Up-Serie | Hyänen             | Animal Planet                                    |
| In Search of a Legend                                       | 52 Minuten                | Schwarzer Leopard  | Graham Wallington                                |
| White Lion: Home is a Journey                               | 88 Minuten                | Weißer Löwe        | Peru Productions                                 |
| Part of the Pride: My Life Among the Big Cats of Africa     | 256 Seiten                | Kevin Richardson   | St. Martin’s Press                               |
| Der Löwenflüsterer: Mein Leben unter den Großkatzen Afrikas | 280 Seiten                | Kevin Richardson   | Unimedica, Kandern 2012, ISBN 978-3-943309-34-8. |
| Der Lion Ranger                                             | 3 × 60 Minuten            | verschiedene Tiere | National Geographic                              |
| Zwei Löwen auf Reisen – Heimkehr nach Afrika                | 52 Minuten                | Löwen              | Unbekannt                                        |